# Редвиц, Оскар фон
Барон Оскар фон Редвиц (нем. Oskar von Redwitz; 28 июня 1823, Лихтенау — 6 июля 1891, Санкт-Гильденберг) — немецкий поэт.

## Биография
Оскар фон Редвиц был родом из дворянской семьи Редвицев, его отец Людвиг фон Редвиц служил чиновником, мать Анна, урождённая Миллер, приходилась племянницей поэту Иоганну Мартину Миллеру. Отучившись в гимназиях Шпайера и Цвайбрюккена, фон Редвиц продолжил образование в университетах Мюнхена и Эрлангена и прошёл стажировку на баварской государственной службе. Затем изучал языки и литературу в Боннском университете и поступил на службу профессором эстетики и истории литературы в Венский университет. В 1852 году вернулся в своё поместье Шелленберг близ Вайлербаха в Пфальце, которое получил в качестве приданого, женившись на Матильде Хошер.
В 1862 году переехал в Мюнхен, будучи избранным в Баварскую окружную палату. В 1872 году переехал на жительство в Мерано, где близко общался с писателем Федором фон Цобельтицем. Последние годы жизни провёл в неврологическом санатории близ Байрейта, где и умер.
Сын Макс фон Редвиц (1858—1920) стал генералом кавалерии и гофмейстером при доме Виттельсбахов, дочь Мария фон Редвиц (1856—1933) — придворная дама герцогини Амалии Баварской, писательница. Дочь Анна фон Редвиц (1852—1924) вышла замуж за промышленника в сфере железных дорог Отто фон Кюльмана. Её сын, дипломат Рихард фон Кюльман в годы Первой мировой войны занимал пост министра иностранных дел Германии и возглавлял германскую делегацию на переговорах в Брест-Литовском.

## Сочинения
Первый успех ждал поэта фон Редвица — романтический эпос «Амарант» (1849), за которым последовали трагедии «Зиглинда» (1854) и «Томас Мор» (1856), исторические драмы «Филиппина Вельзер» (1859) и «Цеховой мастер из Нюрнберга» (1860) В 1868 году фон Редвиц опубликовал роман «Герман Штарк, немецкая жизнь», а в 1871 году — «Песнь о новом германском рейхе», в которую вошло несколько сотен патриотических сонетов.
- Amaranth (1849)
- Ein Märchen (1850)
- Gedichte (1852)
- Das Lied vom neuen deutschen Reich (1871)
- Ein deutsches Hausbuch (1883)
- Herman Stark, deutsches Leben (1868)
- Sieglinde (1853)
- Thomas Morus (1856)
- Philippine Welser (1859)
- Der Doge von Venedig (1863)